# Марія Мікша
Марія Мікша (31 березня 1953) — румунська академічна веслувальниця.
Бронзова призерка Олімпійських Ігор 1976 року в складі парної четвірки, учасниця 1980 року.
Срібна призерка Чемпіонату світу 1977 (парні четвірки), 1975 (одиночки легкої ваги) років.
Чемпіонка Європи 1972 року в складі парної четвірки, срібна призерка 1973 року в складі парної четвірки.